# داكلون (مغني)
يوسف ليفي (بالعبرية: דקלון‏) الشهير باسم داكلون موسيقار إسرائيلي.

## السيرة
ولد في عام 1944 في حي كيريم هاتيمانيم (حي اليمنيين) في تل أبيب لعائلة من اصل يهودي يمني.
كما يشرح داكلون مصدر لقبه: «في تلك الأيام كان كل فرد في كيرم له كنية. اسمك الرسمي كان جيدا فقط للاستخدام الرسمي. عندما كنت طفلا كنت صغيرا جدا، ضعيفا، ونحيل تقريبا لذلك دعوني داكلون».
بدأ مسيرته الموسيقية عندما بلغ من العمر 11 عاما عندما أرسله أستاذه للقيام باختيار موسيقى البرنامج الإذاعي الديني.
استلهم داكلون موسيقاه من المغني الإسرائيلي المغربي المولد جو عمار في نهاية من الخمسينات. اعتمد داكلون في أغانيه على الموسيقى اليونانية ووضع الكلمات العبرية لها في الستينات عندما انطلقت مسيرته. يشتهر بأدائه مع الموهوبين اليمنيين حاييم موشيه وأفيهو ميدينا.
عادة ما تكون أغاني داكلون حول حبه لأرض إسرائيل وإله إسرائيل. موسيقى داكلون تعتمد الشعر العبري والفلكلور الموسيقي لليهود.

## روابط خارجية
- داكلون على موقع ميوزك برينز (الإنجليزية)
- داكلون على موقع ميوزك برينز (الإنجليزية)
- داكلون على موقع ديسكوغز (الإنجليزية)